# Tatra 10
Tatra 10 (na začátku výroby NW U, později Tatra typ U) byl osobní automobil klasické koncepce (motor vpředu, pohon zadních kol) vyráběný v kopřivnické automobilce Nesselsdorfer Wagenbau-Fabriks-Gesellschaft, resp. Tatra v letech 1915 až 1927. Jednalo se o do té doby největší model automobilky. Celkem bylo vyrobeno celkem 129 automobilů NW U / Tatra U / Tatra 10.

## Vznik a vývoj

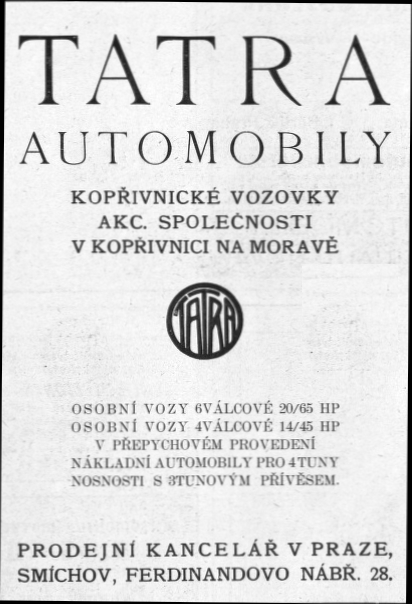
Tatra - inzerát Kopřivnické vozovky na typy U/Tatra 10 a T/Tatra 20 (Auto 1920)

Automobil, jehož konstruktérem byl Hans Ledwinka,, představila společnost Nesselsdorfer Wagenbau-Fabriks-Gesellschaft v roce 1915 pod označením NW typ U (20/65 HP). Byl to první automobil z Kopřivnice s brzdami na všech kolech. Do roku 1918 bylo vyrobeno 15 automobilů typu U.
Po vzniku Československé republiky v roce 1918 se z městečka Nesselsdorf stala Kopřivnice a společnost se přejmenovala na Kopřivnickou vozovku a.s., ovšem po testech několika vozů v Tatrách v lednu 1919 (kdy se jim podařilo projet náročnou trasu ze Štrby přes Štrbské pleso do Tatranské Lomnice) navrhl tehdejší ředitel automobilního oddělení Ing. Jan Novák, že by automobily mohly nést právě hrdou značku Tatra. Oficiálně se tak stalo k 19. březnu 1919, v letech 1920 až 1923 byl tedy tento typ vyráběn jako Tatra typ U, od roku 1923 do konce výroby v roce 1927 jako Tatra 10. 
Technicky byl tento typ velice podobný vozu NW T, později Tatra 20. Oba byly určeny pro majetnější zákazníky, tomu odpovídaly i velké rozměry (délka 4,9 m, rozvor až 3 635 mm). Lišily se především motorem: typ U byl poháněn šestiválcem, typ T čtyřválcem.
Koncepci vozu s vodním chlazením motorů použitým u typů T a U opustila Tatra v roce 1921, když uvedla na trh Tatru 11 se vzduchem chlazeným jednolitrovým motorem.

## Hnací ústrojí
Čtyřtaktní, vodou chlazený řadový šestiválec, o objemu 5340 cm3 (vrtání 90 / zdvih 140 mm). Motor byl osazen dvěma karburátory Zénith 42 DK (nebo Pallas) a dával výkon 48 kW (65 k) při 2000 ot/min. Válce odlity nastojato v jednom bloku, hliníkové písty a duté ojnice. Hlava motoru s půlkruhovými spalovacími prostory, rozvod ventilů OHC shora zajišťovala dvojice šroubových kol. chlazení s nuceným oběhem vodním čerpadlem a s ventilátorem. Zapalování elektromagnetické, startování klikou, později startérem Bosch. Mazání tlakové oběhové, kdy olejová pumpa tlačila olej jednak do provrtaného klikového hřídele, táhlových lůžek a provrtanými táhly do čepů pístů, jednak ke šroubovému soukolí vačkového hřídele, odkud olej stékal samospádem do spodní častí klikové skříně.
Na motor navazovala kuželová třecí spojka a čtyřstupňová převodovka (4+Z), jejíž řadicí páka byla vně karoserie. Čtvrtý rychlostní stupeň byl v přímém záběru. Po pravé ruce řidiče byla i páka ruční brzdy. 
Vysoký objem válců a s tím spojený výkon umožňoval vozu dosáhnout rychlosti 120 km/h, zároveň si vyžádal vysokou spotřebu paliva (17–23 l benzínu na 100 km). Nádrž paliva umístěná za zadní nápravou měla kapacitu 90 l. Dopravu paliva ke karburátorům zajišťoval "nasávač" (čerpadlo) typu Pallas.

## Podvozek

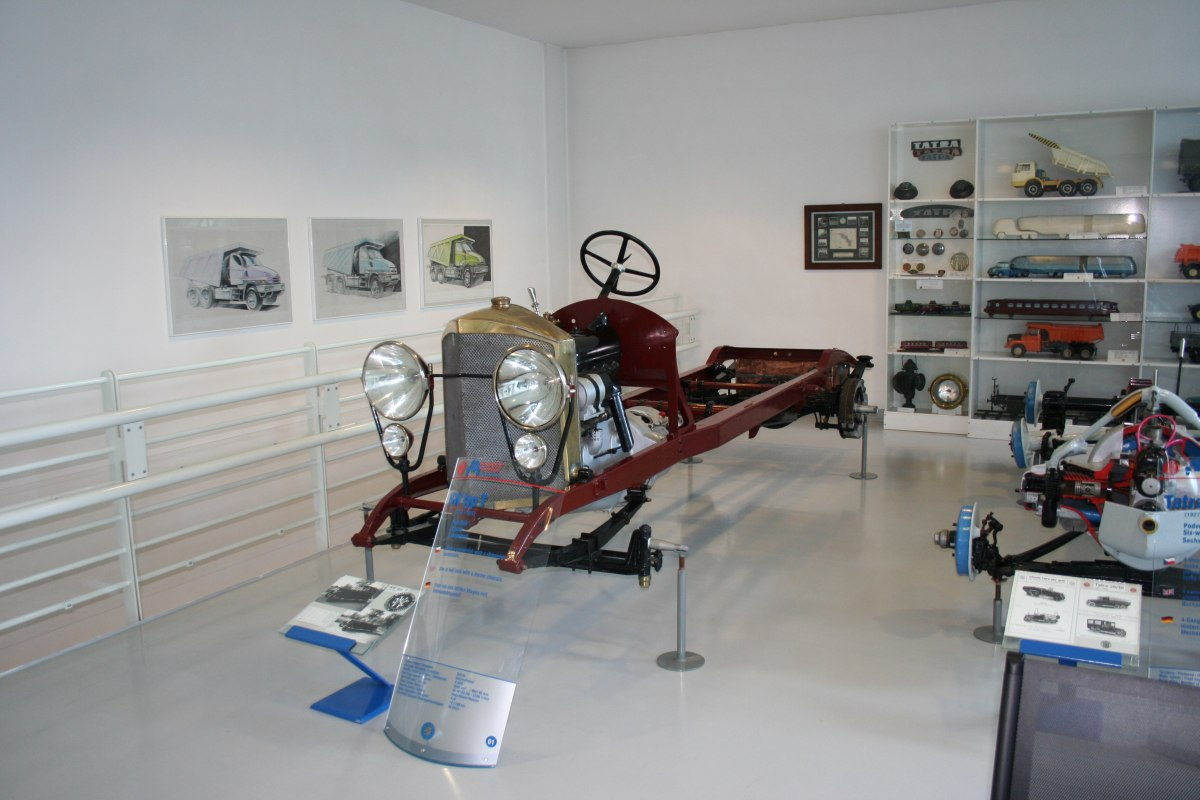
šasi Tatry 10

Už typu U z roku 1915 byly na podvozku namontovány mechanické brzdy na všechna kola, což bylo světovou novinkou v sériové výrobě automobilů. Ruční brzda působila na zadní kola. Robustní obdélníkové šasi s oběma tuhými nápravami bylo odpruženo listovými péry (vpředu podélné, vzadu typu cantilever). 
Podvozek s rozvorem 3,635 m a rozchodem 1,40 m měl hmotnost až 1200 kg, celková hmotnost vozu dosahovala dle provedení 1860–1920 kg. Kola byla obuta do pneumatik o rozměru 895 × 135 mm.

## Karoserie

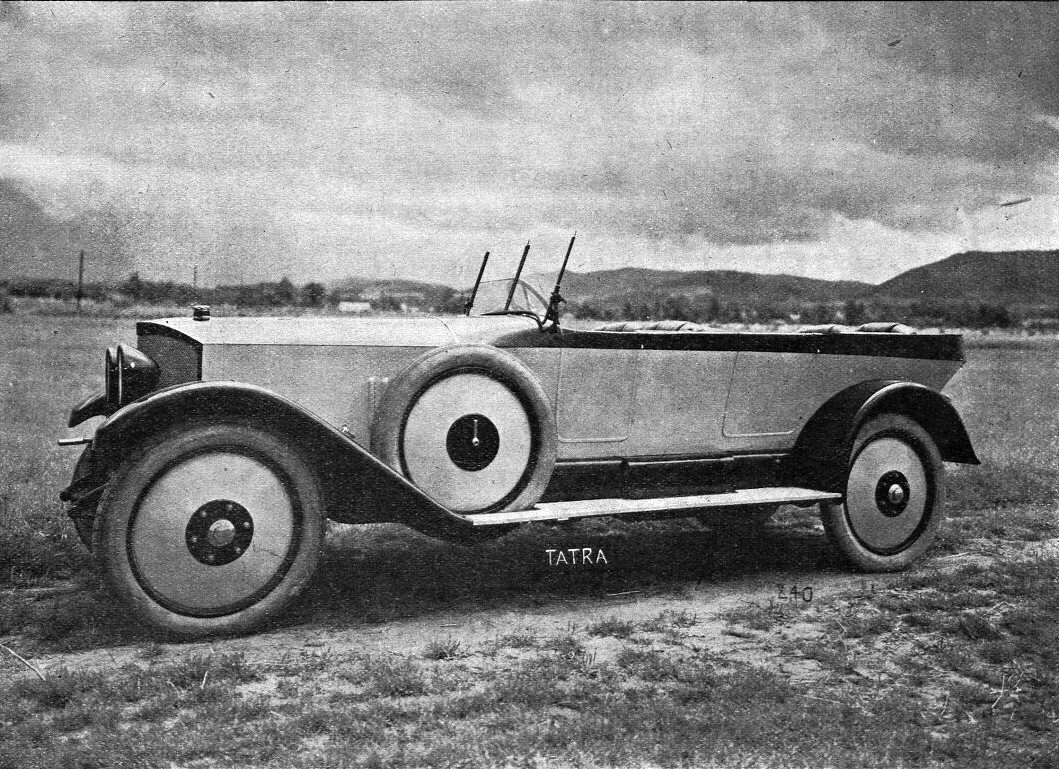
Tatra U, faeton (1921)

Automobily typu U dostávaly povětšinou luxusní karoserie délky až 4,9 m s uzavřeným prostorem pro pasažéry (limuzína), popřípadě s částečně či zcela otevřeným prostorem pro šoféra (landaulet). Byly vyráběny i čtyřdvéřové kabriolety a faetony s otevřenou karosérii. Tyto verze byly nasazovány do sportovních, jízd spolehlivosti. Sportovní automobil v dvousedadlovém provedení byl úspěšně použit v závodech automobilů do vrchu. 
V roce 1920 vystavila Kopřivnická vozovka na autosalonu v Praze faeton typu U se zapuštěnou střechou a také "limousinu", jejichž tvary byly vhodně sladěny s novou formou špičatého chladiče. Všechny osobní vozy byly opatřeny Boschovým elektrickým světlem (dynamo a baterie) a startérem, tachometrem s počítadlem kilometrů a měřičem rychlostí. Na kolech byly použity výhradně chvalně známé pneumatiky »Michelin«. Kola byla dle přání zákazníka montována drátěná, dřevěná (loukotě) nebo plná. U faetonu bylo polštářování sedadel z černé lakované kůže, vzadu ve tvaru klubovek. Navíc byla instalována nouzová sedátka, čímž kapacita vozu vzrostla na 6 osob.
Byla vyrobena svépomocí i účelová verze tohoto automobilu - hasičský vůz. Hasiči (SDH Skalice nad Svitavou) jej zakoupili od hraběte Mensdorfa původně jako osobní automobil, který nechali přestavět na hasičskou stříkačku. Požární čerpadlo a rezervní kolo je dodnes vystaveno v hasičské zbrojnici. Vozidlo dosahovalo rychlosti až 120 km/h a bylo vybaveno čerpadlem o výkonu 2000 l/min. při tlaku 3 atm.

## Sportovní úspěchy

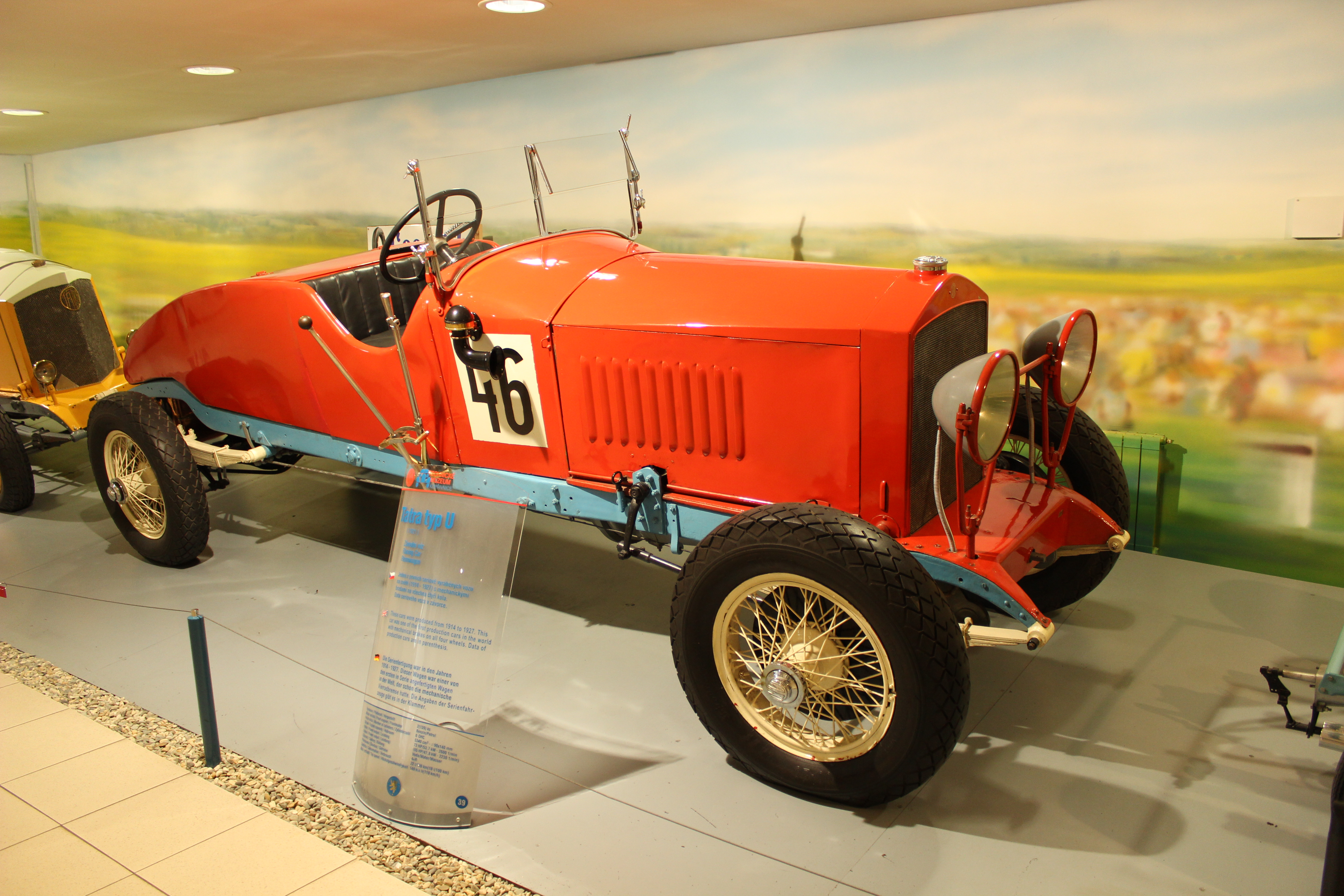
NW U s plochým chladičem (1915), závodní vůz, Technické muzeum Tatra

Sportovnímu nasazení vozu předcházela účast na XII. mezinárodní výstavě automobilů v Praze od 31. července do 8. srpna 1920. Z vystavených československých vozů Laurin & Klement, Praga a J. Walter a spol. měl typ Tatra U nejvyšší výkon a dosahoval nejvyšší rychlosti. První nasazení vozu se odehrálo závodech automobilů v Karlových Varech 5. září 1920, ale před samotným závodem při tréninku kolidovala Tatra nadporučíka Hrocha s povozem a ze závodu tak byl vůz vyřazen.

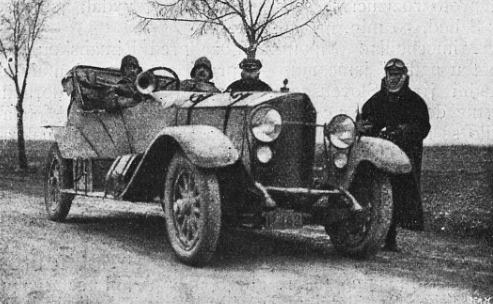
Tatra U, Informativní jízda ČKA Kolem republiky (1920)

V roce 1920 se listopadu uskutečnila sedmidenní (8.-14.11.), jako první poválečný sportovní podnik v automobilech, Informativní jízda ČsKA (Československý klub automobilistů) "Kolem republiky". Soutěže se zúčastnily československé automobilky Praga, Tatra, Laurin & Klement a Walter. Jízda byla odjeta za krajně nepříznivých povětrnostních podmínek. Na Spiši hojnost sněhu, mráz a náledí, v Šáriši bezedné bláto. Celková délka soutěže činila asi 2000 km. "Rallye" se zúčastnil i vůz typu U Kopřivnické vozovky s posádkou redaktor Jaroslav Kalva, generální sekretář autoklubu dr. Ervín Pauček, řidič Bendec a mechanik Josef Veřmiřovský. Nejsilnější vůz Tatra byl zvolen jako vůz vedoucí a za ním následovaly slabší Laurin & Klement S, Praga Grand a Walter WIZ. Přestože soutěž byla poznamenána tragickou nehodou vozu L&K S, při níž zahynul Prokop Fořt, člen ČsKA, továrník a podílník ve společnosti J. Walter a spol., bylo rozhodnuto odjet v červenci 1921 oficiální Mezinárodní soutěži spolehlivosti Československem.
Do I. ročníku Mezinárodní soutěže spolehlivosti Československem byly přihlášeny 3 vozy Tatra, st. č. 2-4 s jezdci ing. Jos. Breitenfelderem, továrníkem Bedřichem Hücklem a ing. Wilfriedem Proskowetzem, kteří tvořili tovární tým. V červenci 1921 (25.-31. července 1921) v pěti etapové soutěži spolehlivosti (Praha – Opava – Košice – Bratislava – Č. Budějovice – Praha) se tatrováckým vozům a řidičům nedařilo. S trestnými body dojeli ing. Breitenfelder i ing. Proskowetz, diskvalifikován byl Hückel za přijetí cizí pomoci.

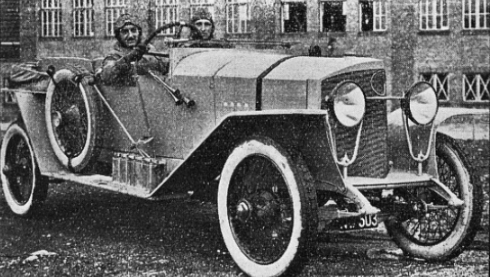
Št. kpt. František Doleček, Tatra U, Soutěž spolehlivosti Československem (1922)

K 6. ročníku závodu automobilů do vrchu Zbraslav-Jíloviště (30. dubna 1922) byli přihlášeni v kategorii do 5,3 l Müttermüller s Honsem na typu U, se slabším vozem T pak Jan Klabazňa s Veřmiřovským. Hons a Müttermüller ve své kategorii cestovních vozů obsadili 1. a 2. místo v čase 3:50,3 min (87,5 km/h) resp. 3:55,3 min (85,7 km/h). V klasifikaci podle "formule" výkonnosti obsadil Klabazňa (Tatra T) 3. místo, Hons na typu U 4. místo a Veřmiřovský 5. místo (Tatra T), za což vítězové kategorií Hons a Klabazňa obdrželi od pořadatelů zlaté medaile.
Do II. ročníku mezinárodní soutěže spolehlivosti Československem uskutečněné 4.-10. září 1922 přihlásili kopřivničtí 3 vozy, 2 typu T a 1 typu U (st. č. 14-16). Čtvrtý vůz přihlásilo Ministerstvo národní obrany, št. kpt. František Doleček (Tatra U). Bez trestných bodů dojela posádka Müttermüller-Letocha (st. č. 14). Zatímco Klabazňa (st. č. 15) a Veřmiřovský (st. 16) obdrželi nějaké trestné body a do popředí klasifikace se nedostali. V týmové soutěži Tatra obsadila 4. místo. Speciální cena Autoklubu Republiky Československé v uznání vynikajícího výkonu byla přidělena Müttermüllerovi (Tatra U).

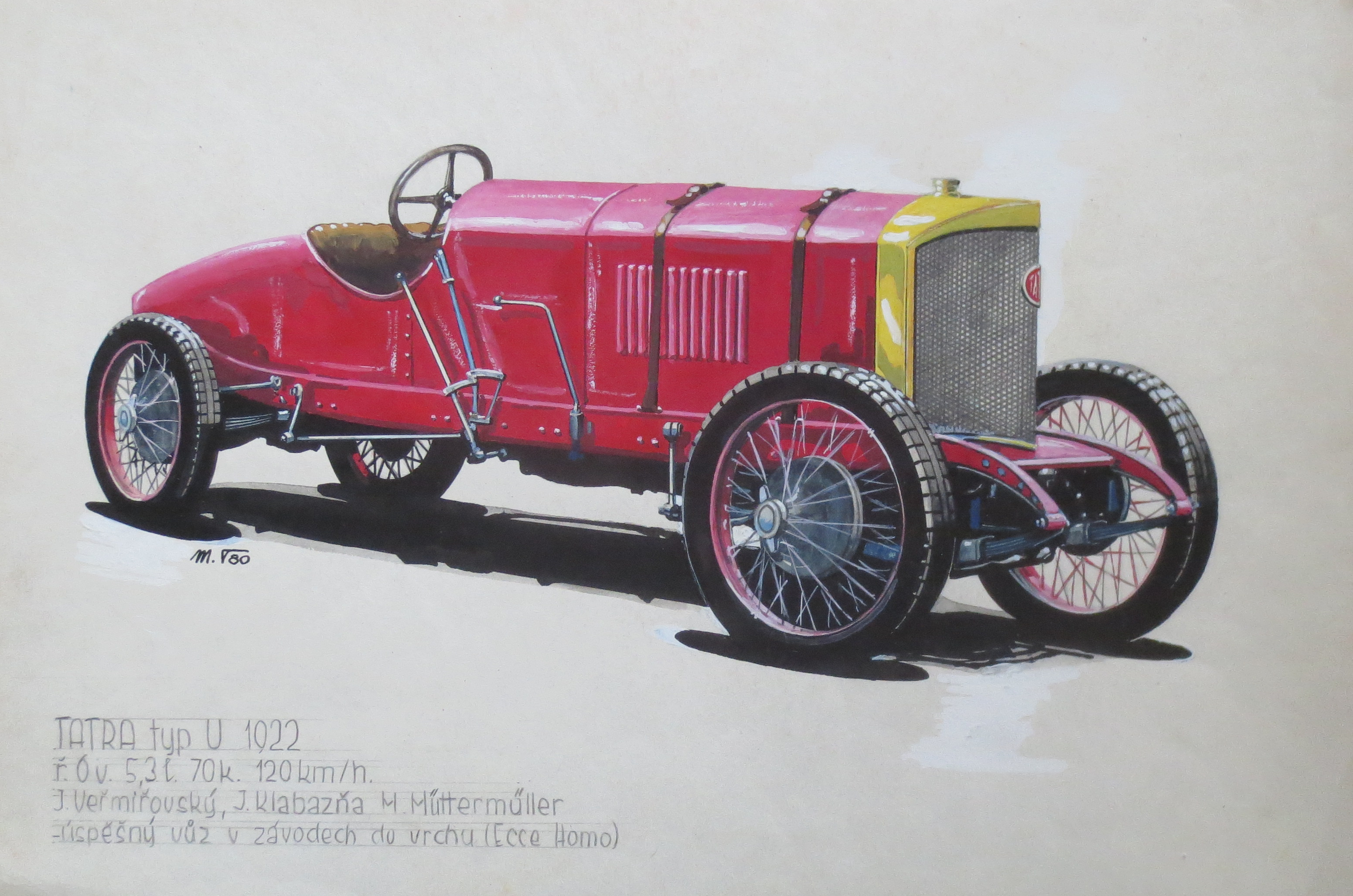
Tatra typ U, Rudolf Müttermüller, vítězný vůz Ecce Homo (1922)

Největšího úspěchu s vozem Tatra U bylo dosaženo 24. září 1922 na závodech automobilů do vrchu Ecce Homo ve Šternberku (7750 m, výškový rozdíl 311 m, max. stoupání 7,3%). V této úpravě vůz dosahoval výkonu 51,5 kW/70 k. Rychard Müttermüller se v čase 6:52,6 min (67,6 km/h) stal absolutním vítězem závodu. Ettore Marino, což byl vlastně ing. Tachecí, činovník pořádajícího Moravsko-Slezského automobilového klubu (MSAC, Mährisch-Schlesischer Automobil Club) z Brna, obsadil na stejném voze 3. místo ve třídě a 6. místo v celkovém pořadí. Mimo absolutního vítězství Müttermüller vytvořil traťový rekord, když výrazně překonal Klabazňův čas 7:45,6 min z roku 1921 (Tatra T). V roce 1921 na Tatře U obsadil ing. Vodička 2. místo v třídě nad 5 l a dosáhl času 8:09.4 min.
Na závěr sezony, 1. října 1922 uspořádal Svaz severočeských motoristů z Krásné Lípy (Nordbömischer Kraftfahrerbund) II. ročník závodu do vrchu Schöber (Stožec) u Rumburka. Na trati vedoucí do Stožeckého sedla s maximálním stoupáním až 12% v kategorii vozů přes 5 l obsadil ing. Wilfried Proskowetz na Tatře U 3. místo a v celkovém pořadí automobilů skončil na 6. místě.